# Max Racing Team
Max Racing Team es un equipo de motociclismo italiano con sede en Mónaco que participa en el Campeonato del Mundo de Moto3 como la estructura oficial de Husqvarna. El equipo fue fundado en 2016 por el hexacampeón del mundo de motociclismo Max Biaggi.

## Historia
El equipo fue fundado el 19 de diciembre de 2016 y se inscribió para competir en la categoría Moto3 del Campeonato Italiano de Velocidad.
En 2017, el equipo debutó en el Campeonato Italiano de Velocidad en la categoría Moto3, con dos Mahindra MGP3O pilotadas por Alessandro Del Bianco y Davide Baldini. En la primera carrera del campeonato, Del Bianco sufrió una grave lesión que lo mantuvo fuera de la pista durante la mitad de la temporada. Pese a todo, al final de la temporada logró llegar a la segunda posición del Campeonato.
En 2018 el Max Racing Team participó en el FIM CEV Moto3 Junior World Championship, con Marc García y Davide Pizzoli como pilotos. García terminó decimotercero en la clasificación final del campeonato.
El debut del equipo en el Campeonato del Mundo de Moto3 tuvo lugar en 2019, con el piloto valenciano Arón Canet. En la primera carrera en la categoría del equipo en Catar, Canet logró la primera pole position del equipo y al día siguiente consiguió el primer podio del equipo al terminar en la tercera posición. En la tercera fecha en las Américas, Canet hizo historia al conseguir la primera victoria del equipo. Canet consiguió otras dos victorias, tres podios más y una pole position, terminando la temporada como subcampeón mundial.
En 2020, el Max Racing Team se convirtió en el equipo oficial Husqvarna en la vuelta de este constructor a la categoría. Los pilotos en esta temporada son el español Alonso López y el italiano Romano Fenati. En el Gran Premio de la Emilia Romaña, Fenati consiguió la victoria, convirtiéndose en el segundo piloto en ganar con el equipo y dándole a Husqvarna su primera victoria en Moto3.

## Resultados en el Campeonato del Mundo de Motociclismo
(Carreras en negrita indican pole position, Carreras en cursiva indican vuelta rápida)
| Temp. | Equipo                      | Moto              | Piloto           | 1   | 2   | 3   | 4   | 5   | 6   | 7   | 8   | 9   | 10  | 11  | 12  | 13  | 14  | 15  | 16  | 17  | 18  | 19  | 20  | Pts. | C.P. | Pts. | C.E. |
| ----- | --------------------------- | ----------------- | ---------------- | --- | --- | --- | --- | --- | --- | --- | --- | --- | --- | --- | --- | --- | --- | --- | --- | --- | --- | --- | --- | ---- | ---- | ---- | ---- |
| 2019  | Sterilgarda Max Racing Team | KTM RC250GP       |                  | QAT | ARG | AME | ESP | FRA | ITA | CAT | NED | GER | CZE | AUT | GBR | RSM | ARA | THA | JPN | AUS | MAL | VAL |     |      |      |      |      |
| 2019  | Sterilgarda Max Racing Team | KTM RC250GP       | Arón Canet       | 3   | 12  | 1   | 4   | 3   | 7   | 2   | 12  | 3   | 1   | 10  | 13  | Ret | 1   | NC  | Ret | Ret | 8   | 6   |     | 200  | 2º   | 200  | 6º   |
| 2020  | Sterilgarda Max Racing Team | Husqvarna FR250GP |                  | QAT | SPA | AND | CZE | AUT | EST | RSM | ERM | CAT | FRA | ARA | TER | EUR | VAL | POR |     |     |     |     |     |      |      |      |      |
| 2020  | Sterilgarda Max Racing Team | Husqvarna FR250GP | Alonso López     | 13  | 14  | DNS | Ret | 23  | 20  | Ret | Ret | 5   | Ret | 17  | 11  | Ret | Ret | Ret |     |     |     |     |     | 21   | 23º  | 98   | 13º  |
| 2020  | Sterilgarda Max Racing Team | Husqvarna FR250GP | Romano Fenati    | 17  | 13  | 12  | 9   | 17  | 17  | 8   | 1   | 6   | Ret | 4   | 17  | 13  | 12  | 20  |     |     |     |     |     | 77   | 14º  | 98   | 13º  |
| 2021  | Sterilgarda Max Racing Team | Husqvarna FR250GP |                  | QAT | DOH | POR | SPA | FRA | ITA | CAT | GER | NED | EST | AUT | GBR | ARA | RSM | AME | ERM | ALG | VAL |     |     |      |      |      |      |
| 2021  | Sterilgarda Max Racing Team | Husqvarna FR250GP | Adrián Fernández | 17  | Ret | Ret | 24  | 6   | Ret | Ret | Ret | Ret | 10  | Ret | 19  | 12  | 20  | 21  | 13  | 11  | 14  |     |     | 30   | 22º  | 190  | 7º   |
| 2021  | Sterilgarda Max Racing Team | Husqvarna FR250GP | Romano Fenati    | 11  | 10  | 7   | 2   | 10  | 6   | 11  | 13  | 3   | 3   | 5   | 1   | 14  | Ret | 12  | 7   | 7   | 12  |     |     | 160  | 5º   | 190  | 7º   |
| 2022  | Sterilgarda Husqvarna Max   | Husqvarna FR250GP |                  | QAT | INA | ARG | AME | POR | SPA | FRA | ITA | CAT | GER | NED | GBR | AUT | RSM | ARA | JPN | THA | AUS | MAL | VAL |      |      |      |      |
| 2022  | Sterilgarda Husqvarna Max   | Husqvarna FR250GP | John McPhee      | 5   |     |     |     |     |     | 12  | Ret | 7   | 19  | Ret | 7   | 9   | 9   | 10  | 7   | Ret | 6   | 1   | 11  | 102  | 11º  | 340  | 3º   |
| 2022  | Sterilgarda Husqvarna Max   | Husqvarna FR250GP | David Salvador   |     |     |     | 22  | 22  | 19  |     |     | Ret |     |     |     |     |     |     |     |     |     |     |     | 0    | 31º  | 340  | 3º   |
| 2022  | Sterilgarda Husqvarna Max   | Husqvarna FR250GP | Ayumu Sasaki     | Ret | Ret | 3   | 4   | 3   | 6   | 2   | DNS |     | 4   | 1   | Ret | 1   | Ret | 2   | 3   | 2   | 4   | 2   | 5   | 238  | 4º   | 340  | 3º   |

- * Temporada en curso.